# 山崎真吾
山崎 真吾（やまざき しんご）は、日本のソングライター、編曲家である。千葉県出身。音楽制作会社SUPA LOVEに所属。

## 概要
5歳よりピアノを始め、18歳より音楽学校でDTMや理論の勉強をしつつ作曲活動を開始。2003年よりバンド「CRUD」でインディーズ・デビュー、2006年よりバンド「Melosyca」で活動。現在は作詞、作曲、編曲、ボーカル・ディレクション、ミキシング、サウンド・プロデュースなど全てをこなす。坂井竜二との作品も多い。

## 提供作品

### アニメソング
フューチャーカード バディファイト
- 「Buddy Lights」（作曲）
- 「ブルー×レッドの誓い」（作曲・編曲）
- 「GO GO BUDDY!!」（作詞・作曲・編曲）

フューチャーカード 神バディファイト
- 「バディ☆ファニーDAYS」（作詞・作曲・編曲）

カードファイト!! ヴァンガード
- 「リスペクトファイター」（作曲・編曲）
- 「Let's Get Fight!!」（作曲・編曲）
- 「道に迷ったヒーロー」（作曲・編曲）

イナズマイレブン
- 「COOL HEAT」（作曲）

スタミュ
- 「フィナーレは僕たちの胸に」（編曲）

金色のコルダ
- 「Eternal Garden」（編曲）
- 「Again」（編曲）

神様はじめました
- 「レッツバリバリ紳使の慈愛」（作詞・作曲・編曲）
- 「Dance Around→Dead」（作曲・編曲）

GJ部
- 「Purely Sky〜私だけの空〜」（作曲・編曲）
- 「 雨に踊れば」（作曲）

そにアニ -SUPER SONICO THE ANIMATION-
- 「すぱそにっ♥」（作詞・作曲・編曲）
- 「はじめて♥しましょ!」（編曲）

ラブライブ!
- Mermaid festa vol.2～Passionate（作曲）

探偵オペラミルキィホームズ
- 「ミルキィアタック」（作詞・作曲・編曲）
- 「みるふれ」（作詞・作曲・編曲）
- 「The Operative」（作曲・編曲）

くまみこ
- 「KUMAMIKO DANCING」（作曲・編曲）
- 「些々の破音頭」（作曲・編曲）
- 「HI-MA-DE GIRL」（作曲・編曲）

ご注文はうさぎですか??
- 「プレゼントレジャー♡」（作曲）

ノブナガン
- 「ちいさな星ver.α｣（編曲）

ガヴリールドロップアウト
- 「ハレルヤ・エッサイム」（作曲・編曲）

スクールガールストライカーズ Animation Channel
- 「マナリズムマナイズム」（作曲）

AKIBA'S TRIP -THE ANIMATION-
- ミルキィホームズ
- 「Fighting☆Dramatic」（作曲・編曲）

超爆裂異次元メンコバトル ギガントシューター つかさ
- 「キミが一番つたえたいもの」（作詞・作曲・編曲）

みのりスクランブル!
- みんなでハッピー」（編曲）

精霊使いの剣舞
- 「精霊剣舞祭」（作曲・編曲）
- 「祝祭のエレメンタリア」（ヒラノミノルと共作で編曲）

アブソリュート・デュオ
- 「Afternoon flavor」（作曲・編曲）
- 「Run! Run! Run!」（作曲・編曲）

マジきゅん!ルネッサンス
- 「Please kiss my heart」（作詞は南野Emilyと共作、および作曲・編曲）

さくら荘のペットな彼女
- 「なchuラル」（作詞・作曲・編曲）
- 「なんで？なんで？なんで？」（作詞・作曲・編曲）
- 「ワイルドにZooっきゅ～ん」（作詞・作曲）
- 「メイドちゃんより」（作詞・作曲・編曲）

私がモテないのはどう考えてもお前らが悪い!
- 「そこらの着ぐるみの風船と私」（作詞・作曲・編曲）

レディスポ
- 「ハッピーシンキング!」（作曲・編曲）

ヒナまつり
- 「エンジェル～翼は砕けてもまた生える～」（編曲）

女子高生の無駄づかい
- 「輪!moon!dass!cry!」（作詞・作曲・編曲）

蜘蛛ですが、なにか?
- 「keep weaving your spider way」（作曲）

### ゲーム
アイドルマスター シンデレラガールズ
- 「絶対特権主張しますっ!」（作曲・編曲）
- 「cherry*merry*cherry」（作曲・編曲）
- 「サイキック！ぱーりーないと☆」（作曲・編曲）
- 「しゅがーはぁと☆レボリューション」（作曲・編曲）
- 「SUN♡FLOWER」（作曲・編曲）
- 「プライスレス ドーナッCyu♡」（作詞・作曲・編曲）
- 「チカラ！イズ！ぱわー!!」（作曲・編曲）

プリンセスコネクト!Re:Dive
- 「SUPER CHOCOLATE」（作曲・編曲）
- 「ねぇねぇPlease!」（作曲・編曲）

Beatcats
- 「MewMew Vannpaia」（作詞・作曲・編曲）
- 「Halloween Zombie-Nya‼︎」（作曲・編曲）
- 「うんにゃかにゃ」（作詞・作曲・編曲）

### アーティスト
鈴木このみ
- 「MY SHINING RAY」（作曲・編曲）

NORD
- 「We are 革命児☆」（作詞・作曲・編曲）

新田恵海
- 「勿忘草」（作曲）

すとぷり
- 「AquaKiss」（作曲・編曲）

茅原実里
- 「Santa Company The Musical」（作曲・編曲）
- 「Christmas Night」（作曲・編曲）

夏川椎菜
- 「グルグルオブラート」（作曲・編曲）
- 「That's All Right!」（作詞・作曲・編曲）
- 「ボクはゾンビ」（作曲・編曲）
- 「「 later 」」（作曲・編曲）

ほすちる
- 「じぶん」（作曲・編曲）

豊崎愛生
- 「ライフコレオグラファー」（作詞・作曲・編曲）

つばきファクトリー
- 「足りないもの埋めてゆく旅」（作曲・編曲）

アンジュルム
- 「愛されルート A or B?」（作曲・編曲）

TrySail
- 「モノラル」（作曲）

富田美憂
- 「Run Alone!」（作曲・編曲）

高野麻里佳
- 「Ready to Go!」（作詞・作曲・編曲）

えのぐ
- 「armor break」（作詞・作曲・編曲）
- 「イレイザー☆ビーム」（作詞）

世が世なら!!!
- 「無理無理無理」（作曲・編曲）

ukka
- 「Viva La Vida」（作曲・編曲）

ボイメンエリア研究生
- 『BURNING DANCE -バニダン-』

風男塾
- 『ビーストロリポップ』（作詞・作曲・編曲）
- 『ツナガルスキマ』（作詞）

### その他
おはスタ
- 「Sun×Sun OHA!」（編曲）

霧島市観光PR
- 「アヒル隊長ぽかぽかダンス」（編曲）

リラクゼーションスペース ラフィネ CMソング
- 「リセットノススメ」（作曲・編曲。作詞は森下隼吾と共同。）

『VOICE〜声優たちが歌う松田聖子ソング〜 Female Edition』
- 内田真礼
  - 「渚のバルコニー」（編曲・ピアノ）